# The Liverbirds
The Liverbirds foi uma banda britânica, ativa entre 1963 e 1968. O quarteto, composto pela vocalista-guitarrista Valerie Gell, guitarrista-vocalista Pamela Birch, baixista-vocalista Mary McGlory e baterista Sylvia Saunders, foi uma das poucas bandas femininas na cena de Merseybeat. De fato, eram uma das poucas bandas femininas independentes de rock and roll do mundo na época. A banda foi batizada em homenagem ao liver bird, criatura fictícia que é o símbolo de Liverpool, sua terra natal.

## Carreira
Gell, Saunders e McGlory formaram a banda em 1963, junto com a guitarrista Sheila (irmã de McGlory) e a vocalista Irene Green, que rapidamente saíram para se juntar a outras bandas e foram substituídas por Birch.
Elas alcançaram mais sucesso comercial na Alemanha do que em sua terra natal, o Reino Unido. No início de sua carreira, seguiram os passos de colegas liverpoodianos e foram para Hamburgo, Alemanha, onde se apresentaram no Star-Club, após a temporada dos Beatles, sendo anunciadas como die weiblichen Beatles ("os Beatles femininos"). De acordo com John Lennon, no entanto, "garotas não poderiam tocar guitarras". As Liverbirds se tornaram uma das principais atrações do Star-Club e lançaram dois álbuns e vários singles na própria gravadora do clube. Um desses singles, um cover de "Diddley Daddy", de Bo Diddley, chegou ao quinto lugar nas paradas alemãs.  grupo chegou ao fim em 1968, depois de uma turnê no Japão. Elas tocaram juntas pela última vez em 1998.

## Após o fim
Três integrantes da banda se estabeleceram na Alemanha permanentemente. Saunders foi, com o marido John, para Alicante, Espanha. John morreu em 2 de abril de 2017 e Sylvia agora vive em Glasgow. Mary McGlory dirige uma empresa com sede em Hamburgo chamada Ja/Nein Musikverlag, que ela começou junto com o marido, um dos ex-colegas do Star-Club: O cantor e compositor alemão Frank Dostal, até sua morte em abril de 2017. Seu marido também foi vice-presidente da organização alemã de direitos de desempenho GEMA.
Pamela Birch, também se estabeleceu em Hamburgo e trabalhou por muitos anos nos clubes da cidade. Ela morreu em 27 de outubro de 2009 aos 65 anos, no University Medical Center Hamburg-Eppendorf. Valerie Gell, que se estabeleceu em Munique, mas depois retornou a Hamburgo, morreu em 11 de dezembro de 2016, aos 71 anos.
A história da banda foi tema do musical Girls Don't Play Guitars, escrito por Ian Salmon e dirigido pof Bob Eaton no Royal Court Theatre, Liverpool, em 2019.

## Discografia
Álbuns
- Star-Club Show 4 (1965)[10]
- More of the Liverbirds (1966)[11]

Singles
- "Shop Around" (1964)
- "Diddley Daddy" (1965)
- "Peanut Butter" (1965)
- "Loop de Loop" (1966)

Compilação
- From Merseyside to Hamburg - The Complete Star-Club Recordings (CD, Big Beat CDWIKD 290, 2010)[12]